# Jørn Kjølaas
Jørn Kjølaas (geboren im 20. Jahrhundert) ist ein norwegischer Poolbillardspieler.

## Karriere
Jørn Kjølaas wurde viermal norwegischer Juniorenmeister. 1993 gewann er den Titel im 14/1 endlos, 1994 in den Disziplinen 8-Ball, 9-Ball und 14/1 endlos. Bei der Junioreneuropameisterschaft 1993 gewann er nach einer Finalniederlage gegen Andreas Roschkowsky die Silbermedaille im 14/1 endlos und mit der norwegischen Juniorenmannschaft die Goldmedaille. Ein Jahr später wurde er durch einen Finalsieg gegen Alexander Scholz Junioreneuropameister im 14/1 endlos. 1994 wurde Kjølaas zudem Juniorenweltmeister, 1995 wurde er bei der Junioren-WM Dritter. 1995 gewann er mit dem dritten Platz im 8-Ball seine erste Medaille bei der norwegischen Meisterschaft der Herren. Bei der Herren-EM 1996 gewann er die Bronzemedaille im 9-Ball. Im selben Jahr gewann er im 9-Ball seinen bislang einzigen nationalen Meistertitel bei den Herren. 1998 erreichte er beim 8-Ball-Wettbewerb der norwegischen Meisterschaft das Finale und verlor dort gegen Malvin Bjelland.

## Erfolge
| 14/1-endlos-Junioreneuropameister: | 1994 |
| Juniorenweltmeister:               | 1994 |
| Norwegischer 9-Ball-Meister:       | 1996 |